# Вернаца
Верна̀ца (на италиански: Vernazza, на местен диалект Vernasa, Верназа) е село и община в северозападна Италия, провинция Специя, регион Лигурия. Разположено е на източния бряг на Лигурското море. Населението на общината е 921 души (към 2011 г.).
Село Вернаца е едно от петте селата, които са част от крайбрежната област Чинкуе Тере.
И село Корниля (Corniglia), включено в общинската територия на Вернаца, е едно от селата на Чинкуе Тере.